# 1870 في إسبانيا
فيما يلي قوائم الأحداث التي وقعت خلال عام 1870 في إسبانيا.

## سياسة

### تعيين في المنصب
- 1 مارس – سيجسموندو موريت overseas minister  [لغات أخرى]‏.

### انتهاء فترة المنصب
- 1 ديسمبر – سيجسموندو موريت overseas minister  [لغات أخرى]‏.

## مواليد

### يناير
- 8 يناير – ميغيل بريمو دي ريفيرا سياسي إسباني.

### فبراير
- 21 فبراير – مانويل جوميث مورينو

### نوفمبر
- 9 نوفمبر – كارلوس بادروس

## وفيات

### ديسمبر
- 11 ديسمبر – باسكوال مادوث (مواليد 1806)
- 22 ديسمبر – جوستابو أدولفو بيكر (مواليد 1836) شاعر إسباني.
- 30 ديسمبر – خوان بريم (مواليد 1814)